# Micrasema nepalicum
Micrasema nepalicum är en nattsländeart som beskrevs av Lazar Botosaneanu 1976. Micrasema nepalicum ingår i släktet Micrasema och familjen bäcknattsländor. Inga underarter finns listade i Catalogue of Life.